# Teoría de la utilización progresiva

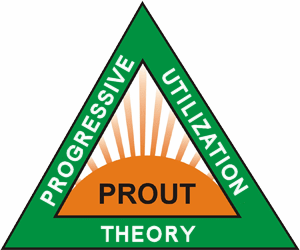
Logotipo de la Teoría de la Utilización Progresiva

La Teoría de la Utilización Progresiva, también conocida como PROUT, es una colección de ideas socioeconómicas y políticas propuestas por el filósofo y líder espiritual indio Prabhat Ranjan Sarkar. Según Sarkar, basado en su visión holística de la vida, desarrolló un sistema de gobierno alternativo al pensamiento capitalista y el socialista marxista  proponiendo una economía progresiva y desarrollo social. Sarkar describe el PROUT como un marco político fundamentalmente basado en valores neohumanistas que tienen como objetivo proporcionar "el cuidado adecuado" a cada ser del planeta, ya sea humano, vegetal o animal.

## Visión general
Sarkar introdujo PROUT en 1959. En 1961, formalmente esbozó PROUT en su libro, Ananda Sutram. A lo largo del resto de su vida, amplificó continuamente el tema. .
Esta es la teoría de un sistema económico y político autosuficiente que se inspira en lo espiritual y no en lo material... En este sistema el dinero ya no está al mando, como tampoco lo están los economistas. La meta no es el "crecimiento económico" y la acumulación de riqueza, sino el verdadero crecimiento humano que satisfaga las necesidades básicas, y el crecimiento espiritual ilimitado que supere eso. Esto solo descalifica a Sarkar como utópico, una persona que debe ser marginada" - Johan Galtung   
Según una descripción de Terry Irving y Rowan Cahill, PROUT "contempla una economía mundial descentralizada y comunitaria de autosuficiencia para los pobres; democracia económica; pequeña empresa; y límites a la acumulación de riqueza". Sohail Inayatullah declaró que la filosofía "intenta equilibrar la necesidad de que las sociedades creen riqueza y crezcan con los requisitos de distribución". David Skrbina caracterizó a PROUT como un "modelo de desarrollo social... que aboga por un enfoque 'pequeño es hermoso' para la sociedad". El instructor de economía Mark Friedman sitúa el pensamiento económico de Sarkar en la tradición del Monseñor John A. Ryan, E. F. Schumacher y Herman Daly en la incorporación de los valores espirituales de Sarkar en las metas económicas.
Sarkar lo posicionó como una alternativa al comunismo y al capitalismo.Se ha caracterizado como una forma de "socialismo progresista", así como una "teoría socialista". PROUT reconoce todos los bienes materiales como propiedad común y busca la distribución racional y equitativa de esa propiedad para maximizar el desarrollo físico, mental y espiritual de todas las personas. Esto busca garantizar lo que reconoce como los cinco requisitos mínimos de vida para los seres humanos: alimentación, vestido, vivienda, educación y atención médica.
PROUT describe un orden social formado por cuatro clases de personas que dominan cíclicamente la sociedad: shudras (trabajadores), kshatriyas (individuos de mentalidad militar), vipra (intelectuales) y vaishyas (capitalistas). Para evitar que cualquier clase social se aferrara al poder político y explotara a los demás, propuso el concepto de sadvipras de "élite espiritual" (etimológicamente triste - verdad, vipra - intelectual) que determinaría quién tenía el liderazgo político. Sarkar pensó que las primeras sadvipras serían creadas por intelectuales de clase media descontentos y gente con mentalidad militar. Pidió que los sadvipras se organizaran en juntas ejecutivas, legislativas y judiciales que serían gobernadas por una Junta Suprema. Ellos, según Sarkar, serían responsables de la aplicación de la fuerza necesaria para cambiar el orden de dominación dentro del orden social, con grandes cantidades de fuerza similares a la revolución.
El modelo económico de PROUT aboga por un enfoque de tres niveles para la organización industrial donde las industrias clave o los servicios públicos no tienen fines de lucro, una industria descentralizada dirigida por sindicatos sociolingüísticos proporciona a las personas las mínimas necesidades, y la mayoría de las transacciones económicas son a través de cooperativas de productores y consumidores. Se distingue del comunismo proponiendo una economía basada en incentivos donde el excedente en la sociedad se distribuye a las personas que sirven a la sociedad.
A nivel político, PROUT rechaza el nacionalismo y busca la formación de un gobierno mundial. Sarkar también apoyó el concepto de un ejército mundial.
Las comunidades cooperativas han sido establecidas por Ananda Marga en un intento de proveer modelos ideales para la sociedad delineada en PROUT. Unos pocos intelectuales apoyan la filosofía, pero no ha logrado una aplicación generalizada.

## El neohumanismo como fundamento del PROUT
Sarkar propuso una reinterpretación del humanismo  integrando en su marco ideológico la idea de uniformidad de vida, explicando que todos los seres vivos pertenecen a una "familia universal" que merece el mismo cuidado y respeto. Así, conceptualizó lo que denominó un nuevo humanismo o neohumanismo.
"El neohumanismo es el humanismo del pasado, el humanismo del presente y el humanismo - recién explicado - del futuro. Explicar la humanidad y el humanismo bajo una nueva luz ampliará el camino del progreso humano y facilitará el caminar. El neohumanismo dará nueva inspiración y proporcionará una nueva interpretación para la idea misma de la existencia humana. Ayudará a la gente a comprender que los seres humanos (...), tendrán que aceptar la gran responsabilidad de cuidar del universo entero..." 
Inspirado por la filosofía espiritual india (ver advaita vedanta), Sarkar pide el reconocimiento de la conexión fundamental no sólo entre los individuos y sus semejantes, sino también entre los seres humanos y toda la vida. Sarkar enuncia que aunque físicamente diferente, toda existencia está metafísicamente unida y fundamentalmente un cuerpo colectivo compuesto de todos los elementos materiales y supra-materiales de este universo. De ahí que PROUT propugne la celebración de la diversidad y el multiculturalismo, haciendo hincapié, a través de sus políticas, en la abolición de la desigualdad en todas sus formas, sea que la superioridad religiosa, el racismo, el sexismo, los prejuicios contra los grupos sociales, etcétera. Según Sarkar, PROUT recorre un camino de liberación socioeconómica para el pueblo común, donde el deseo de una sociedad más progresista es impulsado por los valores neohumanistas movidos por las antiguas filosofías del oriente.

## Los cinco principios fundamentales
En 1962, Sarkar formalmente esbozó PROUT en dieciséis aforismos (véase el Capítulo 5 de Ananda Sutram). Los últimos cinco aforismos (5:12-16) son comúnmente referidos como los cinco principios fundamentales del PROUT. Se considera que estos cinco principios son fundamentales porque sería difícil entender claramente el PROUT sin comprender los conceptos subyacentes de estos principios, la interrelación entre ellos y sus respectivos ámbitos de aplicación.
Los cinco aforismos de Ananda Sutram traducen al inglés como sigue:
No debería haber acumulación de riqueza sin el permiso de la sociedad.
Debe haber una máxima utilización y distribución racional de los recursos brutos, sutiles y causales.
Debe haber una utilización máxima de las potencialidades físicas, mentales y espirituales de los seres individuales y colectivos.
Debería haber un ajuste bien equilibrado entre las utilizaciones brutas, sutiles y causales.
Las utilizaciones varían de acuerdo con el tiempo, el espacio y la forma; las utilizaciones deben ser progresivas.
Un primer vistazo de estos cinco principios apareció por primera vez en el trabajo anterior de Sarkar, Idea e Ideología.

## El mercado
En la medida en que los valores y objetivos de PROUT difieren de los del capitalismo y el comunismo, también lo hace su estructura económica. Siguiendo un análisis detallado de los dos sistemas, el promotor del PROUT argumenta que estas filosofías son "antihumanas" en el sentido de que alientan a la gente a perseguir implacablemente el logro material, como el nombre, la fama, etc. 
"El comunismo y el capitalismo son esencialmente filosofías materialistas. Ambos fomentan una psicología del apego material, que a su vez fomenta la búsqueda del dinero, el nombre, la fama, etc. Las personas que viven bajo cualquiera de estos dos sistemas desarrollan la fisonomía psíquica que va tras las fisicalidades brutas. Todas estas tendencias objetivas son el resultado inevitable del continuo movimiento extroversial de los impulsos psíquicos, conduciéndose insaciablemente de un objeto a otro ".
La ideología proutista reprende aún más el neoliberalismo y el capitalismo en general afirmando que la centralización del poder económico en manos de los ricos conduce a la explotación de las masas y, en última instancia, a la proliferación de la sociedad. Critica fuertemente el motivo de la ganancia como uno que lleva al desmantelamiento económico.
Sarkar reconoce que tanto el capitalismo como el comunismo se han construido sobre cimientos frágiles, e identifica sus debilidades inherentes hasta el punto de concebir un sistema de mercado completamente nuevo. Criticó fuertemente al comunismo, indicando que una de las razones por las cuales los soviéticos experimentaron con el comunismo no funcionó, causando la eventual implosión de su estructura política, porque los comités soviéticos centrales de planificación (Gosplan) tenían demasiada decisión económica y poder de coherencia en la federación (ver Marxismo-Leninismo).
Sin embargo, Sarkar observó aspectos de la planificación del mercado que ayudan a crear y mantener una economía saludable. En resumen, el pensamiento proutista considera que la planificación permite que el mercado proteja a sus partes interesadas de los vaivenes de la economía neoliberal donde el afán de lucro habla más alto. Sin embargo, subraya que un comité de planificación a nivel nacional sólo debe esbozar los aspectos más amplios del desarrollo económico, dejando que los detalles sean resueltos por los organismos de planificación a nivel local, donde los problemas se comprenden mejor y se resuelven más fácilmente (véanse las deseconomías de escala). En consecuencia, este tipo de planificación descendente dejará a las comunidades, empresas y, en última instancia, a los trabajadores con un nivel significativo de libertad para decidir su propio futuro económico (véase la planificación descentralizada).
Sarkar también afirma que la nacionalización de las empresas es ineficaz debido a los mayores costos y la cantidad de burocracia necesaria para mantener las industrias controladas por el Estado. Sin embargo, hay algunas industrias que deberían ser nacionalizadas, operando bajo el principio de "sin fines de lucro, sin pérdidas". Las industrias clave vitales para la prosperidad de la sociedad (tales como el transporte, la energía o los hospitales), afirma Sarkar, deben ser dirigidas por el gobierno inmediato, ya que son a las grandes operaciones a ser ejecutadas convenientemente por hombres de negocios privados.
En cuanto a la distribución de la riqueza entre la población, Prout aboga por una "desigualdad óptima" donde la brecha salarial entre los estratos más ricos de la sociedad se reduce sustancialmente. Como señala Richard Freeman, economista de Harvard, la desigualdad de ingresos proviene del monopolio del poder y otras actividades con "consecuencias negativas" en términos de desarrollo social. Sin embargo, el Prout no está a favor de la igualdad total de ingresos, afirmando que en una sociedad donde no existe motivación material para trabajar, la voluntad de luchar por el éxito financiero y prosperar en el desarrollo creativo de la industria y la sociedad se perderá en sus ciudadanos. Por lo tanto, Sarkar aboga por la implementación de una política que permita a los más meritosos de la sociedad recibir beneficios adicionales por los beneficios adicionales que traen a la sociedad. Es así teorizado que el lema comunista de cada uno según su capacidad, a cada uno según sus necesidades no puede trabajar en el mundo real. El PROUT propone en cambio un salario mínimo y máximo, atribuido aproximadamente según el valor que el trabajo de cada persona aporta a la sociedad. Vemos ejemplos de intentos en esta dirección en empresas como Mondragon o Whole Foods.
Con respecto al neoliberalismo, Sarkar arroja una nueva luz sobre el concepto de la mano invisible de Adam Smith, donde el interés propio regulará el mercado trayendo riqueza financiera a cualquiera que esté dispuesto a trabajar por ella. PROUT afirma que, sin control, la élite económica de las sociedades trastornará la justa circulación de la riqueza material dentro de la sociedad. Como dice Polly Toynbee, columnista de The Guardian:"No hay razones por las que la paga más alta se haya disparado desde los años ochenta, excepto que la gente tiende a tomar lo que puede si no hay nadie para detenerlos". El mercado requerirá entonces medidas reglamentarias para crear un sistema económico funcional.
PROUT propone las siguientes medidas:
- Pleno empleo
- Educación gratuita hasta el más alto nivel
- Límite a la riqueza

## Democracia económica
En relación con la democracia, PROUT argumenta que la democracia política no es suficiente para liberar a la sociedad de la explotación y lo que considera una extrema desigualdad de ingresos. Como afirma Roar Bjonnes, un conocido PROUTISTA: "A menos que tengamos un cambio estructural más profundo -a lo que nos referimos como cambios en los sistemas económicos- nunca seremos capaces de resolver problemas globales y sistémicos como las crisis ambientales y de desigualdad. La historia ha demostrado que la democracia política no es suficiente ". 
Por lo tanto, Sarkar aboga por una democracia económica en la que se otorgue a sus habitantes el poder de decisión para el futuro económico de una comunidad. La democracia económica no es un término nuevo, pero Sarkar la reinventa estableciendo cuatro requisitos para lo que considera un término exitoso. El primer y principal requisito es garantizar los requisitos mínimos de vida a todos los miembros de la sociedad. En segundo lugar, y siguiendo uno de los cinco principios fundamentales, PROUT argumenta que debería haber una mayor capacidad de compra para cada individuo, afirmando que la población local tendrá que mantener el poder económico sobre su región socioeconómica. Aun así, a este respecto, Sarkar teoriza que, a diferencia del capitalismo, donde la producción y distribución de bienes se deciden principalmente por la competencia del mercado, en una sociedad proutista debería basarse en la necesidad.   El tercer requisito de la democracia económica es la descentralización del poder, que da libertad a sus actores para tomar decisiones económicas. Esto puede lograrse adoptando un sistema cooperativo de propiedad de los trabajadores y utilizando los recursos locales (materias primas y otros recursos naturales) para el desarrollo de la región y no sólo para la exportación. En resumen, PROUT aboga por una economía descentralizada en la que se creen zonas económicas autosuficientes y se organicen según un conjunto de condiciones predeterminadas (ver unidades socioeconómicas)
"... una economía local que utiliza los recursos locales en un clima que fomenta la iniciativa local y la laboriosidad para el bienestar colectivo." 
PROUT también indica que los forasteros deben evitar interferir con la economía local. Desde una perspectiva proutista, este requisito no expresa sentimientos xenófobos, sólo pretende ser la constatación de que no debe haber una constante salida de capitales locales, donde los recursos naturales son explorados por empresas de inversión extranjera que extraen activos y dinero de la comunidad. Desde una perspectiva neohumanista, todas las personas son libres de elegir dónde quieren vivir, siempre que combinen sus intereses económicos con los de la población local.
“ En la ley, concedemos derechos individuales sólo en la medida en que no dañen a otros. Prout incluye esta idea en la economía. “

## Economía de tres niveles
El sistema económico de Sarkar se basa en el concepto de una estructura económica estratificada en la que la producción y distribución de bienes se realiza según tres modelos empresariales distintivos. A lo largo de su vida, clasifica y aclara la necesidad de estos modelos que son: cooperativas de mediana escala de propiedad de los trabajadores, empresas privadas de pequeña escala y grandes industrias clave dirigidas por el gobierno. Sarkar justifica esta estructura económica afirmando que existen fortalezas y debilidades fundamentales en cada estilo de negocio que las hace más adecuadas para industrias y escalas de operación específicas.  Entendió que las cooperativas son deseables para la mayoría de las empresas. Esta afirmación se ha dado desde entonces, ya que al trabajar juntos y apoderarse de los medios de producción, los cooperativistas y los consumidores estarán protegidos contra las diferentes formas de explotación económica, sin ofrecer a los intermediarios la posibilidad de interferir en su actividad empresarial. Sin embargo, las industrias clave vitales para el desarrollo del país y de importancia estratégica (tales como los servicios de electricidad o el sistema ferroviario) deben ser administradas por el gobierno local inmediato. Justifica esta idea alegando que estas industrias son complejas y de gran escala para ser gestionadas eficazmente por una cooperativa. Por último, Sarkar defiende que las pequeñas empresas pueden ser de propiedad privada y gestionadas. Se anima a las empresas con pocos empleados, como las empresas familiares, a que se autogestionen. El pensamiento sarkariano ve que algunas personas tienen sueños económicos que son más individuales en la naturaleza y por lo tanto no son adecuados para ser limitados por intereses colectivos.
En un sistema PROUTístico no habría corporaciones privadas.

## Unidades socioeconómicas
Una unidad socioeconómica, o Samaj en sánscrito, es la materialización proutista del esfuerzo colectivo para crear una comunidad local fuerte y resistente, construida sobre fuertes sentimientos de solidaridad y auto-identidad. Hay algunos criterios que Sarkar esbozó para construir una unidad socioeconómica que funcione y sea cohesionada. En resumen, una unidad debe tener condiciones sociales y económicas comunes, potencialidades geográficas, legado cultural e idioma. Similar a las biorregiones, su propósito es facilitar el desarrollo cooperativo, avanzando hacia una economía descentralizada, donde estas unidades son económicamente independientes y autosuficientes. Aunque todavía se guían por las directrices y leyes nacionales y federales, deben preparar su propio plan económico.

Con el objetivo de lograr la máxima eficiencia en la utilización de los recursos locales, se proponen hacer que el comercio transfronterizo sea más equilibrado y mutuamente beneficioso.
"Debemos maximizar la autosuficiencia local, no como una forma de desvincularnos del resto del mundo, sino como una forma de relacionarnos con el resto del mundo desde una posición de mayor fuerza".
De acuerdo con Sarkar, estas unidades socioeconómicas también crearían el equilibrio necesario en el comercio mundial en comunidades muy independientes y autosuficientes que no necesitarían los recursos de las potencias económicas más desarrolladas que buscan explotarlos.

## Sociedad

### La teoría del ciclo social
Una sociedad sin clases no es el objetivo de la ideología proutista. Sarkar, reconociendo que cada individuo tiene intereses, capacidades y puntos de vista únicos sobre la vida, ofrece cuatro amplios arquetipos mentales a través de los cuales clasificarlos. Como afirma Sohail Inayatulla,"Cada clase puede ser percibida no sólo como una configuración de poder, sino como una forma de conocer el mundo, como un paradigma, una episteme o una estructura profunda si se quiere". En el lenguaje de Sarkar, esto es psicología colectiva o varna." En consecuencia, cualquier persona determinada puede ser un trabajador, un guerrero, un intelectual o una persona de mentalidad adquisitiva. Los trabajadores son aquellos que disfrutan de los frutos de su trabajo físico y buscan seguridad y comodidad en su ámbito privado. Los guerreros son aquellos que buscan la emoción de confrontar su entorno con su destreza física. Por lo general se pueden encontrar en el ejército, la policía, trabajos de rescate, etc. Los intelectuales han desarrollado comparativamente el intelecto y tratan de comprender el mundo que les rodea a través de sus facultades mentales. Por último, los individuos de mentalidad adquisitiva sobresalen en las tareas administrativas y tratan de acumular bienes y recursos para alcanzar un estatus social y comodidades materiales. Estas diferentes psicologías, como las denomina Sarkar, no son estáticas, evolucionando y mutando durante el transcurso de la vida de un individuo. De hecho, alerta sobre el hecho de que la persona ideal debe poseer las cualidades de los cuatro arquetipos de la psicología. Es importante agregar aquí que aunque esta clasificación puede parecer similar al sistema de castas en la India, tiene diferencias sorprendentes que merecen ser estudiadas. Como dijo Sarkar:"No tienen nada que ver con el casteísmo y son fenómenos completamente psicológicos".
En un intento pragmático de entender la historia, Sarkar vislumbró esta concepción de los cuatro arquetipos que otorgan una nueva comprensión de cómo las edades históricas van y vienen. Afirma que estos arquetipos equivalen a clases de personas con intereses y agendas comunes, que pasan por ciclos de ascenso al poder y se hunden en la subordinación.  Armado con esta categorización, Sarkar desarrolló una teoría de la macrohistoria que ve la evolución de nuestro mundo en una interpretación cíclica de eventos que pertenecen a un paradigma más grande o "espíritu de la era" (ver Zeitgeist). Prout defiende que a medida que el ciclo avanza y las estructuras de poder fluctúan a través del tiempo, se producen eras históricas. La historia, por lo tanto, evoluciona de acuerdo a los valores e ideas dominantes que gobiernan la sociedad, basados en quienes son sus defensores y líderes.
En esencia, Prout reconoce que la historia se desenvuelve cuando una clase de personas con una visión específica de la vida o del estado de ánimo, avanzada de su tiempo, lucha y finalmente se eleva al poder, provocando una revolución en el mundo físico y mental de sus contemporáneos. Esta vanguardia, señala Sarkar, pronto se denegeriza inevitablemente con su nuevo poder y empieza a explotar a la gente de una sociedad dada. 

Para resolver el problema de esta explotación cíclica de los poderosos a los impotentes, Sarkar llama a una nueva clase de individuos, llamada Sadvipra, que poseen todas las cualidades de un guerrero, un intelectual, un trabajador y una persona que, a través de la práctica espiritual, desarrollará las cualidades de un líder compasivo, y trabajará desinteresadamente en beneficio de la sociedad.  Estos individuos tendrán el deber de estar en el centro de este ciclo evolutivo, supervisando las tendencias de las sociedades y previniendo la explotación de la sociedad por parte de cualquier clase, inspirando a las masas durante la necesaria transición a una nueva era.
"Sarkar llega directamente al meollo de nuestra historia con un esquema tan simple, universal y evidentemente inspirado más por la sociedad y la historia de la India que por la nuestra. Pone el mundo patas arriba: mientras que la India se supone que debe ser capturada, diseccionada y comprendida en nuestros paradigmas, en cambio él nos entiende en los suyos. En la obra de Sarkar, Occidente ya no está al mando intelectualmente ".

### Progreso
Desde la perspectiva de los PROUTs, una sociedad progresista no puede ser medida únicamente por la riqueza de una nación o sus niveles de PIB. Prout reconoce los beneficios del progreso material, pero considera que son indicadores insuficientes del desarrollo de la sociedad humana. Argumenta que aunque el progreso, tal como lo interpreta la sociedad actual, tiene sus ventajas, hay efectos secundarios negativos que, si no se controlan, causan más daño que beneficio. Ronald Logan, autor de "Un nuevo paradigma del desarrollo", recuerda a sus lectores que aunque el tráfico aéreo y automovilístico nos permite viajar a velocidades cada vez mayores, trayendo una gran comodidad para los viajeros y viajeras, también trae contaminación atmosférica, contaminación acústica, congestión de tráfico, muertes accidentales, alienación de la naturaleza, etc.
Presentado con esta situación casi paradójica, Sarkar ofrece un concepto de progreso como sociedad que trasciende el desarrollo material y tecnológico. Siguiendo las líneas de la triple línea de base que analiza el resultado social, ambiental y financiero de una empresa, PROUT aboga por una medida de progreso que abarque las cualidades de lo que podría denominarse una "cuarta línea de base",  caracterizada por la incorporación de una dimensión trascendental de la vida humana que se centre en el desarrollo integrado del cuerpo, la mente y el espíritu. Esta cuarta línea de base permitirá que la sociedad en general y los individuos en particular desarrollen un sentido expandido de identidad, permitiendo una voluntad de inclusión neohumanista, creando una sociedad donde los beneficios materiales no sean el sumum bonum de la vida y permitiendo que se cree espacio para que las personas trabajen juntas en un movimiento simbiótico que se base en el bienestar individual y colectivo a través del desarrollo social, cultural y tecnológico.
Por consiguiente, PROUT reconoce que el bienestar de los individuos está en el desarrollo del colectivo y que el colectivo depende del desarrollo de los individuos.  Por lo tanto, para entender cómo se va a lograr una sociedad progresista, Sarkar intenta analizar lo que significa para un ser humano crecer y desarrollarse. Concluye que el desarrollo físico y psíquico hace poco progreso para un ser humano, ya que está sujeto a deterioro y decaimiento. Existen diversas enfermedades que afectan nuestro cuerpo y nuestra mente, y aunque permanezcamos libres de ellas, eventualmente el tiempo convertirá todas nuestras facultades físicas y mentales en inútiles. Sarkar argumenta que el único aspecto de la vida humana que parece estar sujeto a ningún cambio en el tiempo extra es su naturaleza trascendental, los "valores supraemocionales" intrínsecos a la mente humana y que exacerban la existencia humana multilateral.
"Las verdades más profundas de la vida son una fuente eterna de inspiración. El desarrollo espiritual, transpersonal es un proceso de expansión de la conciencia para vincularse con el Infinito, para alcanzar un estado de profunda paz y felicidad ".
Desde una perspectiva maslowniana, Sarkar defiende la necesidad de satisfacer las necesidades físicas y mentales antes de poder emprender un viaje para encontrar esa naturaleza trascendental del mundo.. Los cinco principios fundamentales se derivan de esta idea de que la sociedad necesita satisfacer las necesidades básicas de todos los seres humanos para que puedan emprender este viaje de autodescubrimiento y lograr un verdadero progreso. Fundamentalmente, el progreso en la sociedad es el esfuerzo a través del cual las comunidades se comprometen en la satisfacción de las necesidades humanas, con el fin de lograr una existencia trascendental. Como meta, la trascendencia ofrecerá una cuarta línea de base que idealmente impulsaría a la sociedad humana a una existencia más pacífica, inclusiva y progresista.

## PROUTISTA Universal
Sarkar fundó la organización Ananda Marga en 1955 y cuatro años después fundó PROUTISTA Universal para avanzar sus ideas sociales, políticas y económicas. Aunque las organizaciones tienen metas separadas, los miembros de cada una de las organizaciones entrevistadas por la investigadora Helen Crovetto "se consideraban miembros de una familia numerosa", encabezada por Sarkar, y podían ser asignados a cualquiera de las dos organizaciones.: 29  En su apogeo, PROUTISTA Universal tuvo varios capítulos internacionales.

## Crítica
El profesor Narasingha P. Sil describe las ideas de Sarkar sobre los ciclos sociales que subyacen a PROUT como "poca originalidad o validez histórica", habiendo sido derivada "con algunos ajustes débiles" de la estructura tradicional de castas hindúes. Ravi Batra utilizó las ideas de PROUT en su best seller La Gran Depresión de 1990 y otros libros. Al revisar el libro para Los Angeles Times, el economista Paul Erdman describió la obra como "una extraña mezcla de teorías históricas del vudú y análisis económico sólido".